# Critical
Critical (in het logo weergegeven als de cijfers van een digitale klok: CR:IT:IC:AL) is een Britse ziekenhuisserie, die voor het eerst werd uitgezonden door de Britse zender Sky1 op 24 februari 2015. De serie werd bedacht door Jed Mercurio (Line of Duty and Bodies) en speelt zich af in een groot traumacentrum dat ernstig zieke patiënten behandeld. Elke aflevering draait om één patiënt en de pogingen door een medisch team om zijn of haar leven in één uur te redden. De titel verwijst naar kritieke toestand, de zwaarste medische kwalificatie, maar ook naar de beslissingen en acties van het medisch team. Alles wat in het eerste uur gedaan wordt is cruciaal en kan het verschil uitmaken tussen leven en dood. 
Op 14 juli 2015 maakte Sky1 officieel bekend dat de serie stopt.

## Personages
- Lennie James als Glen Boyle
- Catherine Walker als Fiona Lomas
- Claire Skinner als Lorraine Rappaport
- Kimberley Nixon als Harry Bennett-Edwardes